# ジョン・ボウルビィ

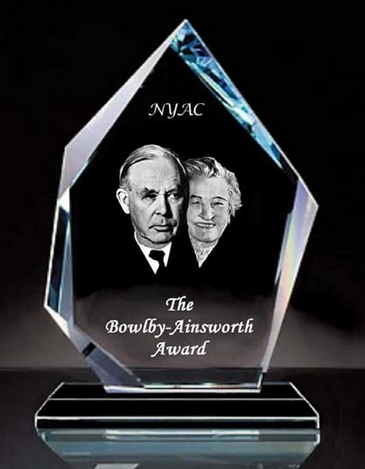
ボウルビー・エインズワース賞（Bowlby-Ainsworth Award）ににかれているボウルビー・エインズワース夫妻

ジョン・ボウルビィ（英: John Bowlby、1907年2月26日 - 1990年9月2日）は、イギリス出身の医学者、精神科医、精神分析家。専門は精神分析学、児童精神医学。精神医学に動物行動学（エソロジー）的視点を取り入れ、愛着理論をはじめとする早期母子関係理論を提唱した。

## 経歴
生い立ち
1907年、外科医アンソニー・ボウルビィの次男として生まれた。ボウルビィは外科医であった父親の勧めでケンブリッジ大学で心理学などを学んだのち、ユニヴァーシティカレッジ病院で医学を学んだ。1933年、医師資格を取得。モーズレイ病院で成人精神医学を学ぶが、その後当時新しい分野として台頭しつつあった児童の精神分析に関心を持ち、児童精神医学の分野に専門を変更することを決意した。すでに学生時代から精神分析や発達心理学に関心を寄せており、かなり早い時期からメラニー・クラインの著作にも親しんでいたという。
1936年よりロンドン児童相談所に勤務。翌1937年に精神分析家資格を取得。初期はメラニー・クライン、後年はアンナ・フロイトに師事して研鑽を積んだ。
児童精神医学の研究者として
1940年より軍医として勤務。第二次世界大戦が始まってまもなく、タビストック・クリニックに児童精神分析部門を立ち上げて欲しいという依頼を受ける。ボウルビィは当時乳幼児は両親との実際の関係の中で、その発達の重要な基礎となる体験を積み重ね、エディプス・コンプレックスや性の問題だけが子供の情緒的な発達に関係しているわけではないという確信を抱いていた。1945年頃にタビストック・クリニック副所長となった。1950年より世界保健機関精神保健コンサルタントを務めた

## 研究内容・業績

### 愛着理論の実証的研究
1950年代第二次世界大戦後のイタリアで孤児院、乳児院などに収容された戦災孤児の発達、身長、体重の増加、罹病率、死亡率、適応不良などが問題になり、施設病ではと疑われたとき、彼はその調査に携わり、1951年に母親による世話と幼児の心的な健康の関連性についての論文を発表した(愛着理論)。その中で新生児が自分の最も親しい人を奪われ、また新しい環境に移され、その環境が不十分で不安定な場合に起きる発達の遅れや病気に対する抵抗力や免疫の低下、精神的な問題などを総称して「母性的養育の剥奪」（deprivation of maternal care）と定式化し、後にこの概念は世界保健機関による親を失った子供たちのための福祉プログラムの根幹となった。

### 精神医学とエソロジーの融合
1958年には子供と母親の結びつきの本質についての考察の成果を、『母子関係の理論』という研究にまとめ上げた。これは母と子の間には生物学的な絆のシステムというものが存在し、その関わりが母と子の情緒的な関係の発達を左右しているというものであった。この見解は彼が動物行動学的な研究成果、とりわけコンラート・ローレンツやニコラス・ティンバーゲンの論文について熟知していることを示すものであった。また動物行動学者であるロバート・ハインドによる研究に対し、彼は自身の臨床経験から人間の子どもにおいても同様な傾向が見られると確信した。

## 邦訳された著作
著書
- 「乳幼児の精神衛生」 黒田実郎訳、岩崎書店 1962年
- 「ボウルビイ 母子関係入門」作田勉監訳、星和書店 1986年
- 「母子関係の理論 1 愛着行動」 黒田実郎ほか訳、岩崎学術出版社 1977年
- 「母子関係の理論 2 分離不安」 黒田実郎ほか訳、岩崎学術出版社 1977年
- 「母子関係の理論 3 対象喪失」 黒田実郎ほか訳、岩崎学術出版社 1981年

関連書籍
- マルコ・バッチガルッピ編「アタッチメントと親子関係 ボウルビィの臨床セミナー」 筒井亮太訳、金剛出版 2021年
- ロビー・ドゥシンスキー、ケイト・ホワイト編「アタッチメントとトラウマ臨床の原点 ジョン・ボウルビィ未発表重要論集」 筒井亮太訳、誠信書房 2023年

## 関連人物
- メアリー・エインスワース
- ルネ・スピッツ
- エリザベス・キューブラー＝ロス